# 島村嬉唄
島村 嬉唄（しまむら うた、2000年6月24日 - ）は、日本の歌手、アイドルであり、女性アイドルグループ・きゅるりんってしてみてのメンバー。メンバーカラーはイエロー。ハロー!プロジェクトに所属していた女性アイドルグループ・カントリー・ガールズ、一夫多妻制アイドルユニット・清竜人25の元メンバーである。ニックネームはうたちゃん。神奈川県出身。
カントリー・ガールズ時代のメンバーカラーはデイジーイエロー。

## 略歴
2014年
- 「モーニング娘。'14 ＜黄金(ゴールデン)＞オーディション」に応募し、合宿審査に進出するも落選。後に同じグループとなる小関舞とはオーディションを通じて知り合った。
- 11月5日、カントリー・ガールズの新メンバーに選ばれた。[3]
- ハロステにて『愛おしくってごめんね』のお披露目が流れる。この時、最初のうたちゃんのセリフ「君のこと好きになってから、自分じゃないみたい。うまく言えなくって、ごめんね。」を言う際に恥ずかしそうに真っ赤になって、言い終わるとはにかみながら横を向いてしまったが、これが好評となり「うたちゃんフィーバー」が起きる。[4]

2015年
- 3月4日、『愛おしくってごめんね』のMVがハロステで公開される。MVの衣装コーディネートを夏焼雅が担当。[5]
- 3月25日、シングル『愛おしくってごめんね/恋泥棒』でカントリー・ガールズとしてメジャーデビュー。翌日26日、東京・池袋のサンシャインシティ噴水広場でデビューシングル「愛おしくってごめんね／恋泥棒」の発売記念イベントを開催した。[6][7]（この時のうたちゃんとももち先輩とのパジャマ問答「わたしはー、ピンクに白の水玉で、モカモカのパジャマで、靴下もモカモカのはいてます。」にももちがイジろうとした場面（開始後5分くらい）がファンの間では有名。[8]）
- 6月12日、所属事務所であるアップフロントプロモーションとの契約の解除が明らかにされた[9][10]（事実上の芸能界引退）。

2018年
- 9月19日21時過ぎ、インスタグラム配信にて「皆さんにお別れを言えず急にいなくなっちゃったんで、本当にごめんなさいっていうのはまず言いたくって」と語りかける。[11]上記パジャマ問答のモカモカパジャマを冬の間はまだ使っていることなども語る。このあと2020年12月にかけて10回以上にわたりインスタライブ配信。愛おしくってごめんね　ほかハロプロ関係の曲もカラオケにて披露している。ただし、あくまでも一般人としての配信であり、芸能界に戻ることは考えていないとしている。

2021年
- 1月7日、女性アイドルグループ『きゅるりんってしてみて』のメンバーとして芸能活動を再開することを発表[2][12]。5人目のメンバーとしてうたちゃんが発表されると、公式アカウントが投稿したアナウンスツイートは1万を超えてリツイートされ、“うたちゃん”がトレンド入りする騒ぎとなった。[13]
- 1月22日、デビューライブ前日のインスタライブにて、嗣永桃子（ももち先輩）のこと、およびカントリーガールズ脱退時の事実関係について語りかける。[14]
- 1月23日、きゅるりんってしてみての初ライブ。うたちゃんの感想「アドレナリン大放出で、楽しすぎてハイになっちゃいました。その日は親の迎えがあったんですけど、『超楽しかった！』ってテンション上がりっぱなしで話したのを覚えてます。懐かしい顔とかも見ることもできて、色々な感情になりましたね」[15]
- 11月26日、グループ初のシングル「ぷれしゃすはーと/b.a.b.y」でソロ曲を担当。

2023年
- 3月11日、グループがディアステージに移籍したことに合わせ、うたちゃんもディアステージ所属タレントとなる。

2024年
- 7月7日、再結成された清竜人25の第102夫人・清 嬉唄（きよし うた）であることが公表された[16]。

- 7月11日、清竜人25から脱退[17][18]。

2025年
- 6月19日、うたちゃん生誕祭2025に魔流血威頭（まるちいず）総長として登場。

## 人物
- 特技はイラスト、バラードを歌う、動物に懐かれる事[1]。
- 趣味はカラオケ、ゲーム、シュノーケリング[1]。
- 曽祖父の一人がイタリア人であり、母がイタリア人クォーター。つまりうたちゃんは八分の一（one-eighth）イタリア人（2018年9月19日のうたちゃんインスタライブにて本人談）。色白であり、瞳はグリーン、髪は栗色。行ってみたい外国はイタリア。
- シングルマザーの母と子2人の母子家庭に育つ（2021年1月22日のうたちゃんインスタライブにて本人談）。現在は愛犬のポポ、愛猫のチャオとも一緒。（チャオは１歳前の子猫の時にうたちゃんに保護された。）
- 性格はおおざっぱ。得意だった教科「ない！」、苦手だった教科「数学」、朝起きてやること「もふもふする。犬、猫」、好きな駄菓子「お菓子なら何でも好き」、幼少期の将来の夢「ケーキ屋さん」、好きな四字熟語「一期一会」、好きなゲーム「グランドセフトオート」、、、[19]
- 高校の頃からメイクに興味があり、美容部員になりたいと思っていた。高校の頃はメイク禁止だった（2018年9月19日のインスタライブ）が、無理やりしていって先生にダメ出しをされたこともある。[20]
- うたちゃんの歌　音域が広い。ライブでダンスしながらでも音程がしっかりとれており、リズムも狂わない。
- うたちゃんのダンス　本人も「苦手なものはありませーん」と言っているぐらい得意。バレエを習っていたときの動き（手の動きや体を回すときの動きなど）も垣間見える。[21]
- 男性歌手の歌も得意である。カラオケの本人18番「最後の雨」、2025年6月19日のうたちゃん生誕祭での「15の夜」、「KENKAJOTO KAKATSUTEKOIYO」（氣志團）など。（なお、この生誕祭では魔流血威頭総長として登場し、新しいうたちゃんの魅力が発揮されている。[22]）
- うたちゃんのウィンクは左目で。MVやライブ、TikTokなどのショート動画でも、絶妙のタイミングで繰り出される。
- うたちゃんの表情　普段から結構お茶目でいろいろな表情ができるが、特にライブの時の表情が豊かである。ライブで歌ってダンスしながらでも、いろいろな表情が表現できる。（どのライブ画像でも確認できるが、一例として2023年5月20日(土)きゅるぱーく！vol.1@渋谷Star loungeの画像を参照[23]）
- 脂っこい食べ物は得意ではない。「うたちゃん脂っこいもの食べると胃もたれするんだよ」[24]ただし、その後の4周年記念ライブ＠日比谷公園大音楽堂の楽屋裏動画では、ハンバーグ弁当に大喜びしているので、肉料理が嫌いなわけではないと思われる。[25]
- きゅるりんってしてみての他メンバーからのうたちゃんの評価・やねちゃん：一言でいうと天才・・これは全人類共通の思考かもしれませんが、あれ、うたちゃん自分の彼女だったかな？と錯覚してしまいますね。この世の全ての生命体を虜にしてしまいそうで怖いです。・・[26]
- きゅるりんってしてみての他メンバーからのうたちゃんの評価・兎遊たおちゃん：私はうたのことギャルだと思ってる。これはきゅるデビュー前から思った。良い育ちのギャル、真面目なギャル。かわいいギャル。・・一番思うのは身体は小ちゃいのに比率しない大きな魂が入ってること、口で言わないが、行動ですごく伝わる、ファン思いで、ファンの期待を裏切られたくない心、うたなりのアイドル像はきっとあると思う、うた道。[27]
- きゅるりんってしてみての他メンバーからのうたちゃんの評価・ゆなちゃん：才能に溢れる人間だと思う。でも、才能だけじゃなくて努力も絶対に怠らないから、私の憧れるキラキラアイドルの島村嬉唄がいるんだと思う。嬉唄は、大切な人の為に怒ってくれる人。・・控えめな性格だけど、その内側にはしっかりとした芯があって、いつもそれに向き合ってると思う。でも繊細なのも知ってるから守りたくなっちゃうんだよね〜。・・[28]
- きゅるりんってしてみての他メンバーからのうたちゃんの評価・あむちゃん：本物の天才に初めて会った。と私はおもった。・・でも最近この最強アイドルは、元々のポテンシャルもあるけど、努力で辿り着いたんだって知ったんだ、私も努力したらなれるかなぁ。・・[29]
- うたちゃんの、きゅるりんってしてみての他メンバーと、自身の評価
  - ゆなちゃん：ゆなはきゅるちゃんのおもしれぇ女。最年少とは思えないくらい大人びていてとても気が利く。・・しんどい時ゆながすぐ気づいてくれるから救われてるんだ。・・最初のころまだみんな人見知り発動してあんまり話せない中、ゆながいっぱい話してくれて場を和ませてくれて、まるで太陽みたいな女の子だなあと思った。・・沢山笑わせてくれてありがとう。
  - あむちゃん：あむはきゅるちゃんの歌姫であり頭脳。でも普段は結構ぽけぽけしてる子。みんなを魅了する素敵な声を持ってる。わたしもあむみたいになりたいなあとよく思う。あとあむの考えを聞いてて頭がいいんだなあとよく思う。悩んでて相談するといつも的確なアドバイスをくれる。・・きゅるちゃんへの愛がたっぷりでかわいい。あむは最後に選ばれたメンバーだったんだけど、選ばれたのがあむで、きゅるちゃんのセンターがあむでよかった。出会ってくれてありがとう。
  - 兎遊たおちゃん：うゆはきゅるちゃんのべび。誰にでも愛される才能を持っている子。おっきいあかちゃん。顔もあかちゃんだし動きもあかちゃん。でも頭の中では色々考えてて、結構しっかりしてるギャップがいい。・・最初のころわたしが色々あって落ち込んでいる時に傷つけないでって怒ってくれてたんだって。いつもはふわふわあかちゃんなうゆだけどその中にある強さに救われる。・・いっぱい癒してくれてありがとう。
  - やねちゃん：やねはきゅるちゃんのリーダーで頑張り屋さん。そしてこの子も結構あかちゃん。やねはひたすら真面目で努力ができる子。でも頑張り過ぎて疲れちゃうから、そうならないようにわたしが支えたいといつも思う。苦手なこともきゅるちゃんの為に頑張ってくれてありがとう。・・あと最初はクールビューティかと思ったら一番甘えっ子だった。・・きゅるちゃんにわたしは必要なのかなとボソッと呟いたことがあったけど絶っっっっっっっっっっ対に必要な存在です。・・いつも助けてくれてありがとう。
  - うたちゃん自身のこと：言葉で人に伝えることが苦手。mcが苦手。（頑張ります）実は昔ダンスが下手だったけれど、練習したらいつの間にか上達して今ではダンスが上手と言ってもらえることが増えた。とても嬉しい。お家にいるわんこのポポちゃんとにゃんこのチャオくんが大好きで大切。お仕事の日は途中までスクーターで向かう珍しいタイプのアイドル。みんなの前で歌って踊ってキラキラ輝ける時間が心から幸せ。きゅるちゃんと出会って素晴らしく可愛くて綺麗な顔面で、中身までこんなに素敵な子たちっているんだなあ、、と思った。私にとって愛おしくて大切な女の子たち。これからもっときゅるりんってしてみてを好きになってくれる人が増えたらいいなあ。応援してくれているみんな改めてきゅるりんってしてみてと出会ってくれて、好きになってくれてありがとう。これからもどうかきゅるりんってしてみてをよろしくお願いします。だいすきだあ〜〜〜[30]

## 参加ユニット
- カントリー・ガールズ（2014年 - 2015年）
- きゅるりんってしてみて（2021年 - ）
- 清竜人25（2024年7月7日 - 2024年7月11日）